# Marion Gray
Marion Gray   (Ayr, 26 de març de 1902 - Edimburg, 16 de setembre de 1979) va ser una matemàtica escocesa.

## Vida i Obra
Gray va néixer a Ayr, on va ser escolaritzada i va fer els estudis secundaris a la Ayr Academy. El 1919 es va matricular a la universitat d'Edimburg, on es va graduar el 1922 en Matemàtiques i Filosofia Natural. Va continuar dos anys més com a estudiant postdoctoral de Matemàtiques, fins al 1924, quan va viatjar als Estats Units, amb l'ajut d'una beca britànica i d'una beca Carnegie, per assistir al Bryn Mawr College, on va obtenir el doctorat el 1926 sota la direcció d'Anna Johnson Pell Wheeler.
Després de doctorar-se, Gray va tornar a Edimburg per ser professora ajudant de filosofia natural a la universitat. Només hi va estar un curs, ja que l'any següent va marxar a Londres, on va ser ajudant de matemàtiques a l'Imperial College London durant tres anys.

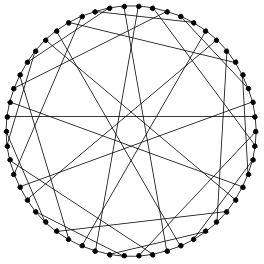
El graf de Gray.

El 1930 va tornar als Estats Units per a fer d'ajudant d'enginyer al Departament de Desenvolupament i Investigació de la AT&T de Nova York. Mentre treballava allà, va descobrir un inusual graf semi-simètric cúbic amb 54 vèrtexs i 81 arestes, format com a graf d'incidència dels 27 punts i 27 línies d'una quadrícula tridimensional de 3×3×3. Des de llavors s'ha demostrat que és el graf semi-simètric cúbic més petit possible. Pensant que era un descobriment teòric sense aplicació pràctica, Gray no va publicar els seus descobriments. El 1968, trenta-sis anys després, l'informàtic I. Z. Bouwer el va redescobrir i descriure i va explicar com podia respondre algunes preguntes sobre tipus de simetria. El graf es coneix avui en dia com Graf de Gray i és una eina valuosa en la teoria de xarxes.
El 1934, Gray va passar a formar part de l'equip tècnic dels Laboratoris Bell on va romandre més de 30 anys, primer a la ciutat de Nova York i després a Murray Hill (New Jersey). Va continuar escrivint articles científics i fent revisions d'articles publicats.
Després de la seva jubilació, el 1967, Gray es va traslladar de nou a Edimburg, on va morir el 1979 als 77 anys.